# Jednotná přijímací zkouška
Jednotná přijímací zkouška (JPZ) byla v České republice zavedena v roce 2017, přičemž v letech 2015 a 2016 proběhlo její pilotní testování. Tato forma přijímací zkoušky byla zavedena pro středoškolské obory, jejichž studenti zakončují studium maturitní zkouškou. Standardizované testy využívané u přijímacího řízení tvoří Cermat ve vzdělávacích oborech český jazyk a matematika. Cermat (Centrum pro zjišťování výsledků vzdělávání) je příspěvková organizace, kterou v roce 2006 zřídilo a řídí Ministerstvo školství, mládeže a tělovýchovy.
Jednotné přijímací zkoušky jsou povinné pro všechny maturitní obory. Výjimkou jsou obory s talentovou zkouškou a obory zkráceného studia podle § 85 školského zákona. JPZ se pak podle školského zákona musí podílet na 60 % celkového hodnocení splnění kritérií, zbylých 40 % si pak škola může určit sama. U přijímacího řízení oboru Gymnázium se sportovní přípravou pak musí JPZ představovat minimálně 40 % celkového hodnocení.

## Zavedení jednotné přijímací zkoušky
Před zavedením jednotné přijímací zkoušky řada středních škol testy pro hodnocení uchazečů vůbec nevyužívala. Žáci byli tak často ke vzdělávání přijímáni pouze na základě výsledků ze základní školy, které ale nejsou objektivním kritériem vzhledem k velkým rozdílům mezi školami. U víceletých oborů s poptávkou výrazně převyšující nabídku pak byly často využívány testy SCIO poskytované za úplatu.
Jednotná přijímací zkouška byla zákonem ukotvena v roce 2016, poprvé ji tak povinně konali žáci v roce 2017. Důvodů pro její zavedení bylo několik. Šlo o zajištění, že na střední školy nezamíří žáci bez předpokladů pro složení maturitní zkoušky, poskytnutí objektivního zhodnocení znalostí a dovedností uchazečů, vytvoření jednotného kritéria pro přijetí na střední školu a snížení administrativní zátěže přijímacího řízení. Roční cena za dva termíny zkoušky byla odhadnuta na 21,3 milionu korun.

## Podoba jednotné přijímací zkoušky
Jednotná přijímací zkouška je tvořena na základě Rámcového vzdělávacího programu pro základní vzdělávání (RVP ZV). Skládá se z „didaktického testu z předmětu český jazyk a literatura a předmětu matematika a její aplikace“ a její zadání se pro příslušné ročníky liší.
Maximální počet bodů získaných z jednotlivých testů je padesát bodů, žák tak celkem může získat nanejvýš sto bodů. Jednotnou přijímací zkoušku pak koná ve dvou termínech, započítán je mu pak lepší z těchto dvou výsledků. Na test z českého jazyka a literatury činí časová dotace 60 minut, u testu z matematiky je to pak 70 minut. Žákům se SVP mohou být tyto časové dotace navýšeny.
Centrum pro zjišťování výsledků vzdělávání (CZVV) pro studenty každý rok zpřístupňuje modelová zadání spolu s konkrétními testy z minulých let a to již od roku 2015. Kromě toho uchazečům zpřístupňuje i „průvodce řešením testů“, které vysvětlují možné postupy řešení jednotlivých úloh.

## Pilotní testování
Pilotní testování testů jednotné přijímací zkoušky proběhlo v letech 2015 a 2016 a jednotlivé střední školy si mohly samy zvolit, zdali se tohoto pilotního testování chtějí účastnit a nechat podobu přijímacích zkoušek na Centru pro zjišťování výsledků vzdělávání (CZVV) či nikoliv. Jakým způsobem ale k výsledkům z těchto pilotních přijímacích zkoušek škola přistupovala, už zůstalo na ředitelích středních škol.

## Vliv jednotné přijímací zkoušky na výuku
Pomocí dobře spravených centralizovaných přijímacích zkoušek lze upravit obsah výuky. Látky a jejich okruhy, které jsou učiteli považovány za nedůležité, by mohly být z výuky vyřazeny nebo omezen jejich rozsah. „Samy o sobě nepovedou ke zvýšení kvality výuky a bylo by nešťastnou chybou, kdyby jejich důsledkem bylo rozbití systematického jazykového vyučování. Lze je však, budou-li adekvátně nastaveny, považovat za krok směrem k uvolnění rukou druhostupňovým učitelům, kteří se rigidními požadavky středních škol u přijímacího řízení doposud cítili svázáni. Bude vynikající, když si i ten, kdo bude připravovat jednotné přijímací zkoušky, ať už to bude kdokoliv, uvědomí, jakou možnost má v rukou.“

### Testy tvořené středními školami
Klasické přijímací řízení může být překážkou, pokud by chtěli učitelé upravit výukovou látku (například určité téma, které se jim zdá zbytečné, úplně vynechat), tak nemohou, protože bude v přijímacím řízení. Mnohdy takovou látkou bývá větný rozbor, který chtějí učitelé vynechat, ale nemohou, protože bývá v přijímačkách, které si střední školy tvoří samy, nejčastěji.
Bylo náhodně vybráno několik gymnázií, která si vytváří své testy sama. Bylo prokázáno, že i přesto, že se jedná o vlastní přijímací zkoušky, více se opouští od cvičení zaměřující se na čistou teorii a více na komunikační dovednosti, práce s textem, rychlé čtení,… Přesto se stále přibližně polovina testu skládá z teoretických cvičení, která nemají komunikační přesah a nezkoumají komunikační dovednosti žáka. Je tedy zřejmé, že se výuka na 2. stupni základních škol musí potřebám těchto přijímacích zkoušek přizpůsobit.

#### Příklad teoretických cvičení
- Označte souvětí s vedlejší větou doplňkovou: a) Viděla jsem kamaráda, jak utíká na hřiště; b) Viděla jsem, jak kamarád utíká na hřiště; c) Viděla jsem kamaráda utíkat na hřiště [10]
- Určete zvýrazněný výraz ve větě: Bylo to, zdá se mi, letos v zimě: a) přívlastek; b) samostatný větný člen; c) vsuvka [11]
- Vyhledejte větu s přívlastkem neshodným: a) Ráda vzpomínám na léta strávená v Praze; b) Letní prázdniny strávíme v jižních Čechách; c) Město Praha bylo založeno kněžnou Libuší [10]

### Jednotné testy
Při analýze didaktických testů od Cermatu z roku 2015 a 2016 pro čtyřleté studium z českého jazyka bylo zřejmé, že zkoumají a ověřují dovednosti žáka, ne teoretické znalosti. Okruhy, kterým se tyto testy zabývají jsou: práce s textem, úroveň pravopisných znalostí a dovednost prakticky jazyk využívat. Pokud je v testu prověřována i nějaká teoretická znalost, děje se to v souvislost s textem a ne izolovaně. I v didaktických testech od Cermatu byly nalezeny úlohy, které se zaměřují na mluvnickou teorii- z celkového počtu úloh (30) takové byly ale pouze 2 v roce 2016 a v roce 2015 dokonce pouze 1.